# Chlorid draselný
Chlorid draselný (KCl) je v čistém stavu bílá krystalická látka slané chuti, při vyšších koncentracích nahořklá, dobře rozpustná ve vodě. V přírodě se vyskytuje jako minerál sylvín a v carnallitu jako součást podvojné soli. Je nehořlavý a bez zápachu.

## Užití
K výrobě draselných hnojiv, elektrolýzou taveniny chloridu draselného se vyrábí elementární draslík.
Monokrystal KCl se používá jako detektor radioaktivity, působením ionizujícího záření se zbarvuje fialově. Sytost zbarvení je úměrná celkové absorbované energii (dávce) záření. Použito např. v krystalovém dozimetru ČSLA DK-62.
Dále se využívá jako poslední látka zastavující srdce při popravách smrtící injekcí v USA.

### Potravinářské použití
Používá se jako náhražka kuchyňské soli, která nezvyšuje krevní tlak, avšak při jeho používání byly zaznamenány stížnosti na hořkost nebo kovovou chuť. Jako přídatná látka v potravinářství nese označení E508. Kvůli své slabé a hořké chuti je často míchán s obyčejnou kuchyňskou solí (chloridem sodným). Tím vznikne nízkosodíková sůl s lepší chutí. Přidání 1 ppm thaumatinu značně snižuje hořkost.

## Výroba
Nejsnadnějším způsobem výroby je neutralizace roztoku hydroxidu draselného kyselinou chlorovodíkovou podle rovnice:
KOH + HCl → KCl + H2O

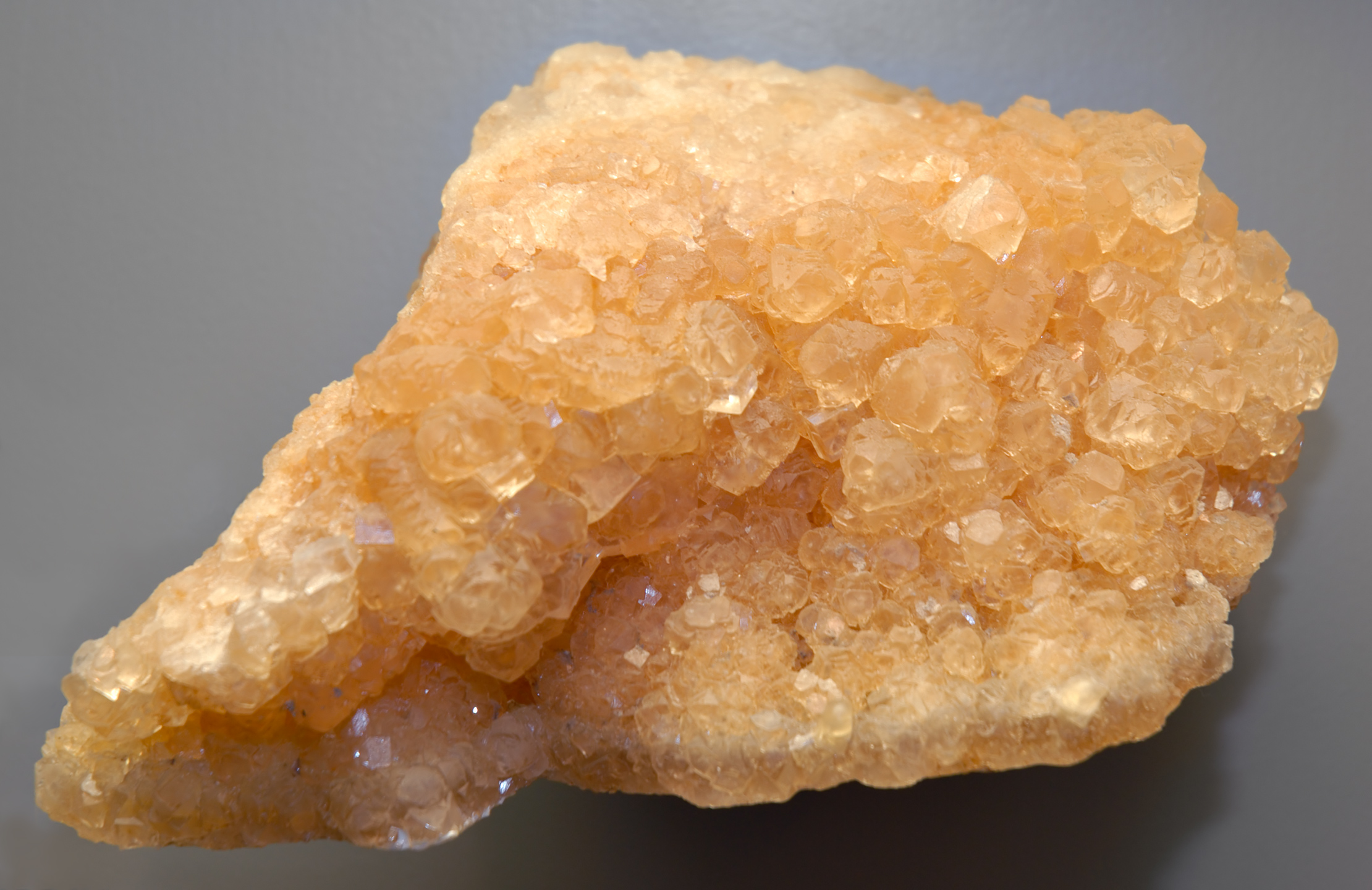
Minerál sylvín – KCl, Německo